# 이토이 시다레
이토이 시다레 (糸井 しだれ (いとい しだれ)는 다카라즈카 가극단 단원의 예명으로 2명이 이 예명을 썼다.
1. 초대 이토이 시다레 (결혼 전 성 : 미야타(宮田), 1919년 9월 21일 ~ 1945년 7월 24일)
오사카시 센바 출생, 출신 학교 이바라키고등여학교 (현재 오사카부립 카스가오카고등학교). 다카라즈카 가극단 21기생. 애칭 미야스.
2. 2대 이토이 시다레 (8월 21일 출생)
초대 이토이 시다레의 조카에 해당함. 출신지는 오사카부 이바라키시, 출신 학교는 오사카부립 토리카미고등학교. 키 155cm, 애칭 카요(짱). 1963년 입단, 1966년 퇴단. 49기생.

여기선 1번에 해당하는 초대 이토이 시다레를 기록함.

## 내력・인물
1931년, 여학교를 중퇴하고 21기로써 입단. (동기로 토도로키 유키코, 핫토리 토미코 등이 있음).
긴 기간 동안 눈에 띄는 역을 맡지 못하다가, 1938년경부터 주목을 받아 주연 여역 (카스카노 아치요 등의 상대역)을 맡게 된다.
같은 시기에 「오리는 물을 좋아한다 (あひるは水が好き)」 (콜롬비아 29494)로 레코드 데뷔도 한다.
1939년, 유럽공연에도 참가하여, 다음해에는 야마다 에이이치나 코가 마사오 작곡의 유행가를 스며들게 하는 등, 활동 반경을 넓혀갔다.
이나무라 타카마사에 따르면, 코니시 로쿠 사진공업 (후 코니카를 거쳐 현 코니카 미놀타)의 본사에 있던 트라이팩 견본이 8×10in 정도로 늘린 그녀의 사진이 꿈과도 같은 아름다움이었다고 한다.
위문 활동 등에도 적극 참여하여 전쟁터로 나가기도 하였다. 초기에는 3집 센무라 카츠코와 콤비를 이루는 형태로 무대에 섰지만, 인기를끌자, "...의 가수"라는 역할로 목소리를 피로했다.
1945년, 결혼을 위해서 다카라즈카를 퇴단. 미에현 츠시의 육군 군인의 집에 시집을 갔지만, 얼마 안있어 일본을 덮친 대공습으로 인해, 피난을 간 방공호에 폭탄이 직격해 사망. 불과 26살의 짧은 생이었다.